# Raulhac
Raulhac (okzitanisch: gleichlautend) ist ein französischer Ort und eine Gemeinde mit 273 Einwohnern (Stand 1. Januar 2022) im Département Cantal in der Region Auvergne-Rhône-Alpes. Raulhac gehört zur historischen Region des Carladès.

## Lage
Der Ort Raulhac liegt am Flüsschen Goul in einer Höhe von ca. 740 m ü. d. M. Die Entfernung nach Aurillac beträgt ca. 30 km (Fahrtstrecke) in westlicher Richtung.

## Bevölkerungsentwicklung
| Jahr                       | 1800 | 1851 | 1901 | 1954 | 1999 | 2016 |
| Einwohner                  | 910  | 1017 | 953  | 602  | 332  | 276  |
| Quellen: Cassini und INSEE |      |      |      |      |      |      |

Der Bevölkerungsrückgang im 20. Jahrhundert ist im Wesentlichen auf den Verlust an Arbeitsplätzen infolge der Mechanisierung der Landwirtschaft zurückzuführen.

## Wirtschaft
Der Ort Raulhac diente jahrhundertelang den ausschließlich landwirtschaftlich orientierten und sich selbstversorgenden Weilern (hameaux) und Einzelgehöften in der Umgebung als Handwerks-, Handels- und Dienstleistungszentrum. Seit der Mitte des 20. Jahrhunderts spielt der Tourismus in Form der Vermietung von Ferienwohnungen (gîtes) eine nicht unbedeutende Rolle für das Wirtschaftsleben des Ortes.

## Geschichte
Im Mittelalter gehörte Raulhac zur Vizegrafschaft Carlat; die Grundherrschaft befand sich sukzessive in den Händen der Armagnaken (1414–1477), der Bourbonen (1495–1505) und der französischen Krone (1531–1643). Im Jahr 1643 erhob der französische König Ludwig XIII. das Carladès zur Grafschaft und gab es der in Monaco residierenden Familie Grimaldi zum Lehen; diese behielt es bis zum Ausbruch der Französischen Revolution.

## Sehenswürdigkeiten

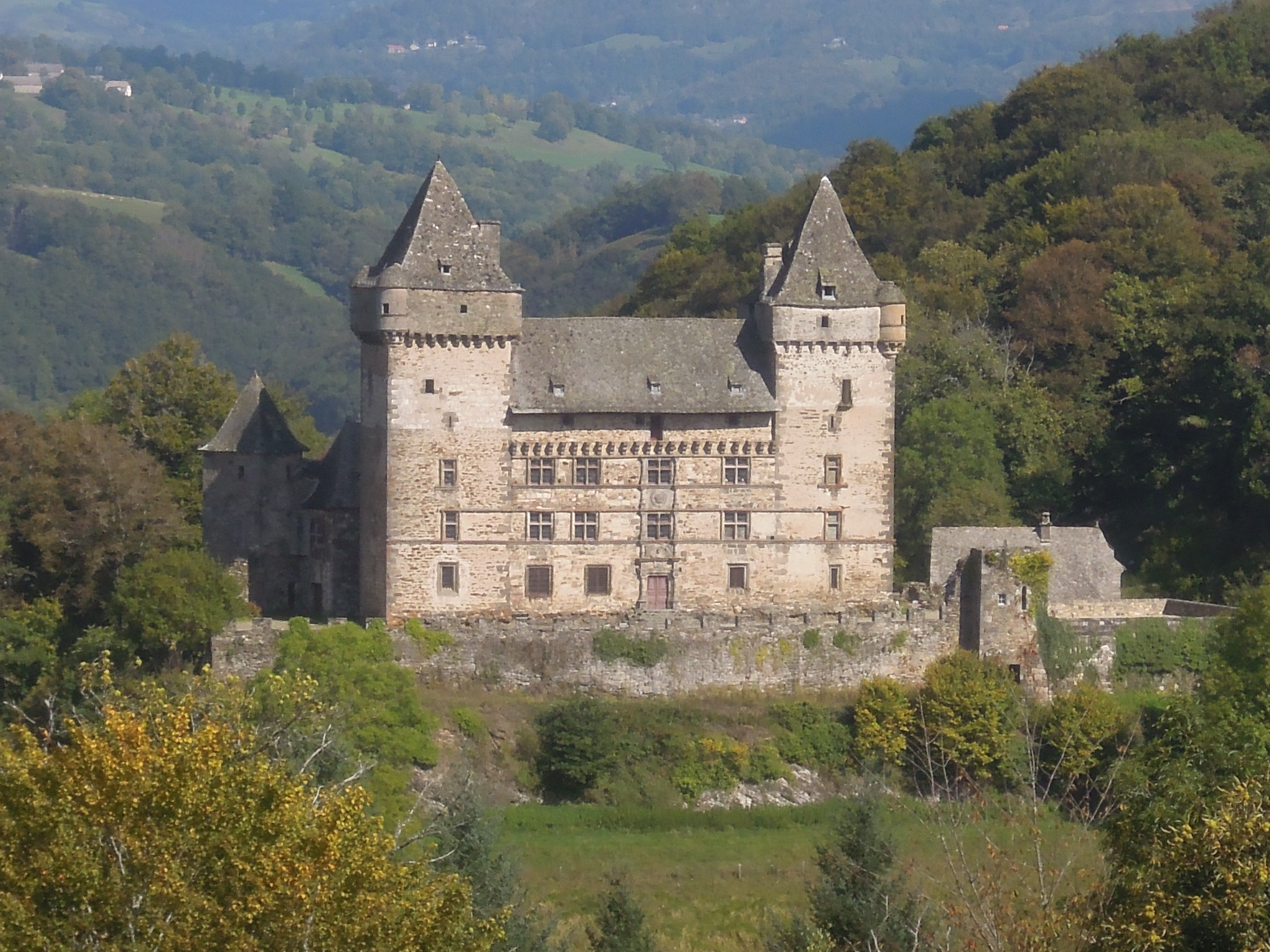
Château de Messilhac

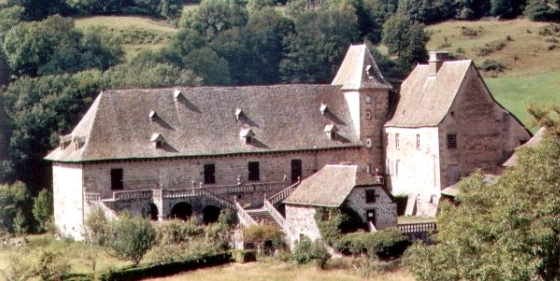
Château de Cropières

- Im Ort stehen mehrere mit Steinschindeln (lauzes) gedeckte Häuser aus dem 15. bis 18. Jahrhundert.
- Die ursprünglich romanische, im 15. Jahrhundert jedoch gotisierte Pfarrkirche Saint-Pierre war möglicherweise eine Prioratskirche der Abtei Saint-Géraud von Aurillac. Während Teile des Langhauses noch Bruchsteinmauerwerk zeigen, sind der mehrgeschossige und von einem oktogonalen Treppenturm begleitete Westturm sowie die Ostteile der Kirche mit einer polygonalen Apsis aus exakt behauenen Steinen gemauert. Das von Seitenkapellen gesäumte Kirchenschiff ist rippengewölbt; zwei Schlusssteine zeigen die Wappen von Bonne de Berry und ihres Sohnes Bernard de Pardiac. Die Kirche ist seit dem Jahr 1927 als Monument historique anerkannt.[1]

außerhalb
- Das im Süden der Gemeinde liegende Château de Messilhac (44° 52′ 27″ N, 2° 38′ 0″ O) stammt aus dem 13. Jahrhundert; der dreigeschossige heutige Bau mit seinen beiden Seitentürmen entstand jedoch erst im 16. Jahrhundert. Das in Privatbesitz stehende Landschloss ist seit dem Jahr 1921 als Monument historique eingestuft.[2]
- Ein weiterer Landsitz ist das Château de Cropières im Norden der Gemeinde (44° 55′ 23″ N, 2° 39′ 38″ O). Es stammt aus dem 13. Jahrhundert, wurde jedoch von seinen jeweiligen Besitzern bis ins 18. Jahrhundert immer wieder umgebaut und durch Anbauten erweitert. Das Obergeschoss enthält einen Saal mit Malereien (Jagdszenen etc.) Die Anerkennung als Monument historique erfolgte im Jahr 1986.[3]
- Weitere Bauten sind das Château du Mas de Raulhac, das Manoir de Valduchez und das zu einem charmanten Landhotel umgebaute Château de Courbelimagne.

## Persönlichkeiten
- Marie Angélique de Scoraille de Roussille (1661–1681), Mätresse von König Ludwig XIV., wurde wahrscheinlich im Château de Cropières geboren.